# Retroenlace

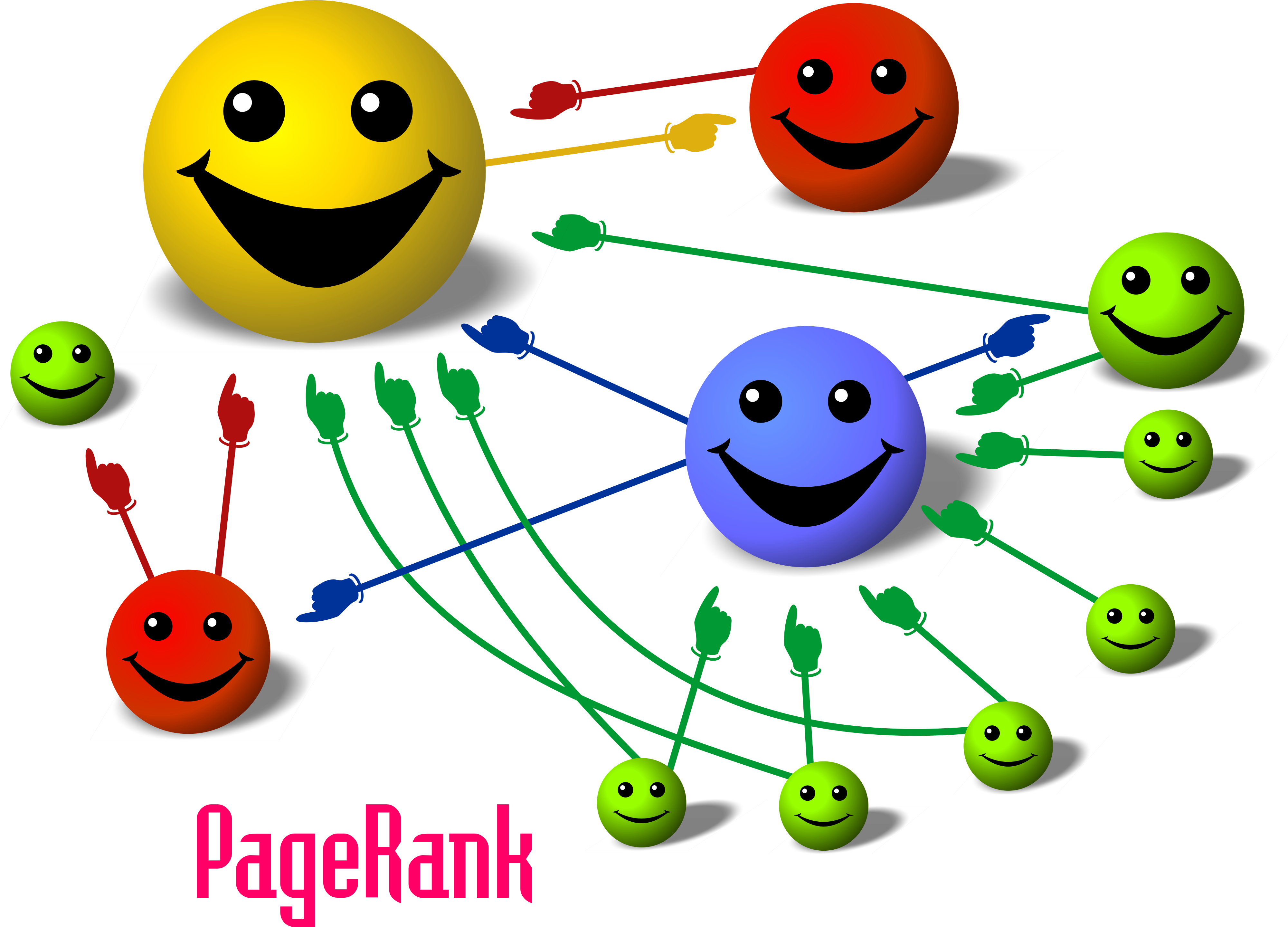
El smiley amarillo representa el sitio de Internet y cuenta con un gran número de vínculos de retroceso.

En informática, un retroenlace (del inglés: backlink) es un hiperenlace que conecta un sitio web con otro. Los usuarios del sitio web pueden, de esta manera, saltar directamente al recurso web enlazado y navegar por Internet. Cabe señalar que los retroenlaces desempeñan un papel importante en la estrategia de marketing en línea, porque permiten mejorar la clasificación en los motores de búsqueda.

## Características
Los motores de búsqueda valoran la cantidad de retroenlaces que tiene un sitio web como uno de los factores más importantes para determinar la clasificación, la popularidad y la importancia de ese sitio web. La descripción de Google de su sistema PageRank informa que "Google interpreta un enlace desde la página A hacia la página B como un voto de la página A por la página B." Esta forma de clasificación en los motores de búsqueda ha impulsado una parte de la industria de posicionamiento denominada link spam, que consiste en colocar tantos enlaces entrantes como sea posible, independientemente del contexto del sitio de origen.
Existen diversas estrategias para generar retroenlaces, como el intercambio o la compra de enlaces, darse de alta en directorios, generar contenido viralizable, entre otros.

## Precauciones
Este sistema de organización de relevancia a través de vínculos externos entrantes con texto ancla, es sensible a la manipulación, algo que penalizan los buscadores. En relación a Google, se recomienda la lectura de las directrices para webmasters de Google.

## Impacto del algoritmo Penguin en los retroenlaces
En abril de 2012, Google lanzó el algoritmo Penguin, diseñado para penalizar sitios que usaban técnicas de link building artificiales para manipular su posicionamiento. Esto afectó directamente la valoración de los retroenlaces, poniendo énfasis en su calidad y en la naturalidad del texto ancla utilizado.